# Мартев
Мартев (пол. Martew) — село в Польщі, у гміні Тучно Валецького повіту Західнопоморського воєводства.
Населення — 129 осіб (2011).
У 1975-1998 роках село належало до Пільського воєводства.

## Демографія
Демографічна структура станом на 31 березня 2011 року:
|          | Загалом | Допрацездатний вік | Працездатний вік | Постпрацездатний вік |
| -------- | ------- | ------------------ | ---------------- | -------------------- |
| Чоловіки | 70      | 17                 | 48               | 5                    |
| Жінки    | 59      | 9                  | 36               | 14                   |
| Разом    | 129     | 26                 | 84               | 19                   |